# Henicorhina leucoptera
El cucarachero aliblanco (Henicorhina leucoptera) es una especie de ave de la familia Troglodytidae. Puede ser encontrada en Ecuador y Perú. Sus hábitats naturales son: regiones subtropicales o tropicales húmedas de alta altitud. Está amenazada por pérdida de hábitat.